# Литвинчев, Александр Витальевич
Александр Витальевич Литвинчев (род. 21 марта 1972) — российский гребец.

## Карьера
Участник одиннадцати чемпионатов мира. В 1996 году был третьим в гонках четвёрок с рулевым. А в 1999 году завоевал бронзу в восьмёрках. В 2007 году был дисквалифицирован сроком на 2 года.
Участник Олимпийских игр 2000 года, где в составе восьмёрки стал девятым. А на Олимпийских играх 2004 года - 11-м в той же дисциплине.
После окончания карьеры занимается тренерской работой. 